# Pero contenela
Pero contenela là một loài bướm đêm trong họ Geometridae.